# Yohei Toyoda
Yohei Toyoda (豊田 陽平 Toyoda Yōhei), född den 11 april 1985 i Komatsu, Ishikawa, är en japansk fotbollsspelare som sedan 2010 spelar för den japanska klubben Sagan Tosu i ligan J-League. Den 15 december tog Japans förbundskapten ut Toyoda till det asiatiska mästerskapet i fotboll 2015.